# Moorclose
Moorclose – dzielnica w Workington, w Anglii, w Kumbrii, w dystrykcie (unitary authority) Cumberland. Leży 1,7 km od centrum miasta Workington, 49,4 km od miasta Carlisle i 417 km od Londynu. W 2011 roku dzielnica liczyła 4978 mieszkańców.